# Декрет о лесах
Декрет «О лесах» — первый правовой акт советского лесного законодательства, регламентировавший использование и охрану лесов, национализированных на основании Декрета о земле.

## История
Декрет о земле, принятый II Всероссийским съездом Советов, отменил помещичью собственность на землю без всякого выкупа и передал помещичьи удельные, монастырские, церковные земли со всем инвентарём и постройками в распоряжение волостных земельных комитетов. Земля и её недра (руда, нефть, уголь и лес) перешли в пользование государства.
Проект Декрета о лесах обсуждался III Всероссийским съездом Советов. Затем, после рассмотрения проекта на заседании ВЦИК в апреле 1918 года и завершения работы над ним специальной комиссии, он поступил в Совнарком. 14 мая 1918 года законопроект о лесах был принят Советом Народных Комиссаров. На подлиннике имеется следующая пометка В. И. Ленина: «Утверждено Советом народных комиссаров в заседании 14 мая 1918 года. Председатель СНК В. Ульянов (Ленин)».
27 мая закон обсуждался во ВЦИК, был принят за основу и передан в Президиум для окончательной доработки. 30 мая Президиум ВЦИК рассмотрел закон по пунктам и принял его.

## Содержание
Декрет отменял частную собственность на леса, леса объявлялись общенародным достоянием. В Декрете указано: «На Центральную власть Советской Республики возлагается обязанность обеспечить: а) непрерывность лесовозобновления в стране и б) непрерывность удовлетворения общегосударственных и общенародных лесных потребностей».
В Декрете особое внимание обращалось на необходимость сохранения защитной роли лесов. В защитных лесах разрешались только рубки ухода за лесом и санитарные рубки.
Закон о лесах состоял из восьми разделов, включающих 120 статей:
1. Общие положения;
2. Права и обязанности граждан;
3. Права и обязанности местных органов советской власти;
4. Права Центральной советской власти и обязанности Центрального управления лесов Республики;
5. Основы лесного хозяйства;
6. Лесотехнический персонал;
7. Обращение лесов в земельный фонд;
8. Нормы переходного времени.